# Ovocný trh (Padova)
Ovocný trh (it. Piazza della Frutta, příp. Piazza delle Frutta, kdysi nazývaný také Piazza del Peronio) je jedním z četných náměstí, která charakterizují historické centrum Padovy. Po celá staletí byl spolu se sousedním Piazza delle Erbe obchodním centrem města a na obou náměstích jde stále o jeden z největších trhů v Itálii. Náměstí dominuje padovská radnice (Palazzo della Ragione), část komplexu paláců Palazzo Comunale, a středověká věž Torre degli Anziani. Charakterizuje je také sloup Colonna del Peronio.